# Scott Brazil
Scott Brazil (* 12. Mai 1955 in Sacramento County, USA; † 17. April 2006 in Sherman Oaks, USA) war ein US-amerikanischer Filmproduzent und Regisseur sowie Emmy-Award- und Golden-Globe-Award-Preisträger.

## Karriere
Während seiner Kindheit wohnte Brazil in Sacramento County in der Nähe von South Land Park Hills. Er war Student an der University of Southern California, wo er von der USC Annenberg School for Communication and Journalism den akademischen Titel Bachelor of Science verliehen bekam.

### „Polizeirevier Hill Street“
Brazil arbeitete an 54 Episoden der Serie mit und führte bei 18 Kurzfilmen Regie. 1983 und 1984 gewann er für seine Arbeit an Polizeirevier Hill Street einen Emmy Award in der Kategorie Outstanding Drama Series sowie 1983 einen Golden Globe Award. Er war für die Serie außerdem für zwei weitere Emmys sowie für zwei Golden Globes nominiert.

### „The Shield – Gesetz der Gewalt“
Seit Produktionsbeginn im Jahr 2002 arbeitete Brazil bei The Shield – Gesetz der Gewalt mit. Bei 11 Episoden der Serie führte er Regie, somit häufiger als jeder andere Regisseur der Serie. Als Produzent der Serie gewann er 2002 einen Golden Globe Award in der Kategorie Beste Dramaserie. Am Ende der Episode 6.01 wurde Brazil mit „In Memory of Scott Brazil“ und auf einer DVD der fünften Staffel mit einem Feature postum gewürdigt.

### Weitere Tätigkeiten
Brazil führte Regie bei Episoden der Fernsehserien Grey’s Anatomy, CSI: Miami, JAG – Im Auftrag der Ehre (3 Episoden), Nip/Tuck – Schönheit hat ihren Preis (2 Episoden), LAX, Buffy – Im Bann der Dämonen und Nash Bridges. Außerdem produzierte er TV 101, WIOU, Space Rangers, Like Mother, like Son (als Co-Executive Producer gemeinsam mit Larry Garrison, dem Präsidenten von SilverCreek Entertainment und Live Shot).
Brazil war der Co-Executive Producer von Cracker und weiteren Fernsehserien. Er war Mitglied der Directors Guild of America und der Academy of Television Arts & Sciences.

## Privates
Mit seiner Frau Marie hatte er eine Tochter und einen Sohn. Brazil verstarb am 17. April 2006 im Alter von 50 Jahren an Lungenversagen aufgrund Amyotropher Lateralsklerose (auch Lou-Gehrig-Syndrom) und Lyme-Borreliose.